# Youssef Salimi
Youssef Salimi est un footballeur international algérien, né le 24 août 1972 à Arles (Bouches-du-Rhône). Il possède aussi la nationalité française.
Cet arrière central a remporté la Coupe de France 1997 avec l'OGC Nice : il marque le but niçois lors de la finale.
Il compte une sélection en équipe nationale en 1997.

## Carrière de joueur
,
- 1991-1999 : OGC Nice[3],[4]
- 1999-2000: Ethnikos Asteras
- 2001-2002:Fréjus
- 2002-2003 : Dubaï Club[5]
- 2009 - 2012: Adjoint a l'Académie Jean-Marc Guillou

2012-2013 : manager de project de l'Académie Jean-Marc Guillou du Maroc
2013-2014: Directeur de la formation au MAT de Tétouan, Maroc

## Palmarès
- International algérien en 1997[6]
- Champion de France de Division 2 en 1994 (avec l'OGC Nice)
- Vainqueur de la Coupe de France 1997 (avec l'OGC Nice)